# Rue des Bons-Enfants
Rue des Bons-Enfants är en gata i Quartier du Palais-Royal i Paris 1:a arrondissement. Rue des Bons-Enfants, som börjar vid Rue Saint-Honoré 192 och slutar vid Rue du Colonel-Driant 13, är uppkallad efter Collège des Bons-Enfants, vilket grundades år 1208 till förmån för medellösa studenter vid Paris universitet.
Målaren François Lemoyne (1668–1737) hade sin bostad vid Rue des Bons-Enfants och begick där självmord den 4 juni 1737.

## Omgivningar
- Saint-Eustache
- Chapelle Saint-Clair
- Collégiale Saint-Honoré
- Rue Saint-Honoré
- Rue Jean-Jacques-Rousseau
- Allée Elsa-Triolet
- Rue Montesquieu

## Bilder
| - Rue des Bons-Enfants år 1906. - Rue des Bons-Enfants på en karta från omkring år 1880. Nummer 1 anger Chapelle Saint-Clair och nummer 2 kyrkan Collégiale Saint-Honoré. - Tidningen Le Progrès illustré rapporterar om en explosion vid Rue des Bons-Enfants i november 1892. |

## Kommunikationer
- Tunnelbana – linjerna   – Palais Royal – Musée du Louvre
- Tunnelbana – linje  – Louvre – Rivoli
- Busshållplats Palais Royal – Musée du Louvre – Paris bussnät, linje 67

### Webbkällor
- ”Rue des Bons-Enfants”. Mairie de Paris. http://www.v2asp.paris.fr/commun/v2asp/v2/nomenclature_voies/Voieactu/1110.nom.htm. Läst 17 mars 2021.
- ”Rue des Bons-Enfants”. Les rues de Paris. https://www.parisrues.com/rues01/paris-01-rue-des-bons-enfants.html. Läst 17 mars 2021.